# Bernd Hans Heinrich Pommerenicke
Bernd Hans Heinrich Pommerenicke (* 16. Februar 1796 in Lanke; † 9. Dezember 1872 in Berlin) war ein preußischer Generalmajor.

## Leben

### Herkunft und Familie
Pommerenicke entstammte einfachen Verhältnissen. Sein Vater Christian war Gärtner in Lanke, seine Mutter war Anna Luise, geborene Lauke.
Er war zwei Mal verheiratet, in erster Ehe ab 1822 mit der Stettiner Pastorentochter Auguste Antoinette Mathilde Brunnemann (1800–1823) und in zweiter mit der Tochter des Stettiner Regimentsarztes Elisabeth Karoline Friederike Welle (1810–1870).

### Werdegang
Pommerenicke begann seine Laufbahn in der Preußischen Armee 1811 als Kanonier bei der Brandenburgischen Artilleriebrigade. In den Befreiungskriegen kämpfte er bei Großgörschen, Bautzen, Dresden, Kulm, Leipzig und im Gefecht bei Haynau. Für seinen Einsatz vor Kulm wurde er mit dem Orden des Heiligen Georg V. Klasse geehrt. Bis 1815 avancierte er zum Sekondeleutnant und nach dem Wechsel zur 2. Artilleriebrigade zum Premierleutnant. 1829 stieg er zum Kapitän auf und fungierte 1831/38 als Artillerieoffizier vom Platz in Erfurt. Anschließend wurde Pommerenicke mit Patent von 1827 zur 1. Artilleriebrigade versetzt und 1841 als Mitglied der Artillerie-Prüfungskommission zur Artillerie- und Ingenieurschule kommandiert. 1843 wechselte er erneut zur 2. Artilleriebrigade, jedoch unter Belassung seiner Stellung. Dort stieg er 1844 zum Major auf und wurde 1848 als 2. Kommandant von Glogau der 2. Artilleriebrigade aggregiert. Er erhielt 1849 die Schwerter zum Roten Adlerorden IV. Klasse und wurde 1850 Brigadier der 6. Artilleriebrigade. Nach seiner Beförderung zum Oberstleutnant 1852 wurde er noch im selben Jahr Chef des Generalstabes der Generalinspektion der Artillerie, sowie Mitglied der Prüfungskommission für Premierleutnante der Artillerie. 1853 folgte sein Aufstieg zum Oberst und 1856 die Verleihung des Ordens der Heiligen Anna II. Klasse mit Krone. Pommerenicke wurde 1856 als Generalmajor mit Patent zur Disposition gestellt. 1859 wurde er Mitglied der Obermilitärstudienkommission und der Studiendirektion für die Kriegsakademie. Schließlich erhielt er 1862 den Roten Adlerordens II. Klasse mit Eichenlaub. 1872 wurde Pommerenicke von seinen Stellungen entbunden. Seine Beisetzung erfolgte auf den St.-Matthäus-Friedhof in Berlin.